# Bruchidius holosericeus
Bruchidius holosericeus là một loài bọ cánh cứng trong họ Bruchidae. Loài này được Schoenherr miêu tả khoa học năm 1832.